# Морвед Кларк
Морвед Кларк (англ. Morfydd Clark ; МФА [ˈmɔrvɪð klɑːk], нар. Швеція) — валлійська актриса театру, кіно та телебачення.

## Біографія
Виросла в Кардіффі, Уельс. У 16 років покинула школу після тривалої боротьби з дислексією.
У 2009 році почала грати в театральних постановках.
З 2014 року також знімається у фільмах та телесеріалах. У 2016 році зіграла одну з головних ролей у фільмі "Кохання та дружба". У 2019 році зіграла головну роль у фільмі "Свята Мод", за яку була номінована на премію Sunset Film Circle Awards у категорії «Краща акторка».
У грудні 2019 року стало відомо, що Морвед зіграє Ґаладріель у серіалі "Володар перснів: Персні влади", який вийшов у 2022 році.

## Фільмографія
| Рік  |    | Українська назва                          | Оригінальна назва                               | Роль                            |
| ---- | -- | ----------------------------------------- | ----------------------------------------------- | ------------------------------- |
| 2014 | с  | Нові світи                                | New Worlds                                      | Амелія                          |
| 2014 | тф | Поет у Нью-Йорку                          | A Poet in New York                              | Ненсі Віквайр                   |
| 2014 | кф | Двоє зниклих                              | Two Missing                                     | Єва                             |
| 2014 | ф  | Пані Боварі                               | Madame Bovary                                   | Камілла                         |
| 2014 | ф  | Падіння                                   | The Falling                                     | міс Памела Шеррон               |
| 2015 | с  | Артур та Джордж                           | Arthur & George                                 | Мері                            |
| 2016 | ф  | Гордість та упередження та зомбі          | Pride and Prejudice and Zombies                 | Джорджіана Дарсі                |
| 2016 | ф  | Кохання та дружба                         | Love & Friendship                               | Фредеріка Вернон                |
| 2016 | ф  | National Theatre Live: Небезпечні зв'язки | National Theatre Live: Les Liaisons Dangereuses | Сесіль Воланже                  |
| 2016 | ф  | Призов                                    | The Call Up                                     | Шеллі                           |
| 2016 | кф | Переважні вітри                           | The Prevailing Winds                            | Анна                            |
| 2017 | ф  | Інтерлюдія у Празі                        | Interlude in Prague                             | Жужанна Лубтак                  |
| 2017 | ф  | Людина, яка винайшла Різдво               | The Man Who Invented Christmas                  | Кетрін Діккенс                  |
| 2018 | с  | Алієніст                                  | The Alienist                                    | Керолін Белл                    |
| 2018 | с  | Місто і місто                             | The City and the City                           | Іоланда Старк                   |
| 2018 | с  | Патрік Мелроуз                            | Patrick Melrose                                 | Деббі Хікмен                    |
| 2018 | тф | Аутсайдери                                | Outsiders                                       | Мері                            |
| 2019 | ф  | Капкан                                    | Crawl                                           | Бет Келлер                      |
| 2019 | ф  | Історія Девіда Копперфілда                | The Personal History of David Copperfield       | Дора Спенлоу / Клара Копперфілд |
| 2019 | ф  | Свята Мод                                 | Saint Maud                                      | Мод                             |
| 2019 | ф  | Вічна краса                               | Eternal Beauty                                  | молода Джейн                    |
| 2019 | с  | Темні початки                             | His Dark Materials                              | сестра Клара                    |
| 2020 | с  | Дракула                                   | Dracula                                         | Міна Харкер                     |
| 2022 | с  | Володар перснів: Персні влади             | The Lord of the Rings: The Rings of Power       | Ґаладріель                      |
| 2024 | с  | Володар перснів: Персні влади (2 сезон)   | The Lord of the Rings: The Rings of Power 2     | Ґаладріель                      |